# Creugas guaycura
Creugas guaycura là một loài nhện trong họ Corinnidae.
Loài này thuộc chi Creugas. Creugas guaycura được Mauricio Jiménez miêu tả năm 2008.